# Edward Dithmar

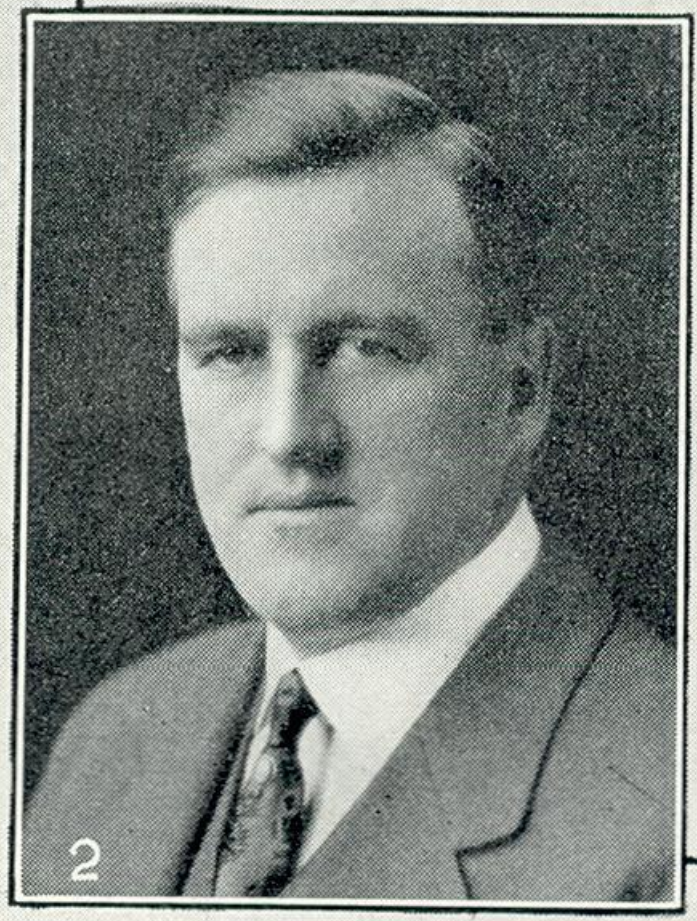
Edward Dithmar

Edward Frederick Dithmar (* 31. Januar 1873 in Reedsburg, Wisconsin; † 22. September 1938 in Baraboo, Wisconsin) war ein US-amerikanischer Politiker. Zwischen 1915 und 1921 war er Vizegouverneur des Bundesstaates Wisconsin.

## Werdegang
Edward Dithmar absolvierte die Reedsburg Area High School und studierte danach bis 1894 an der University of Wisconsin in Madison. Nach einem anschließenden Jurastudium und seiner 1899 erfolgten Zulassung als Rechtsanwalt begann er in Baraboo in diesem Beruf zu arbeiten. Gleichzeitig schlug er als Mitglied der Republikanischen Partei eine politische Laufbahn ein. Vier Jahre lang war er deren Bezirksvorsitzender im Sauk County. Im Jahr 1910 war er stellvertretender Staatsvorsitzender.
1914 wurde Dithmar an der Seite von Emanuel L. Philipp zum Vizegouverneur von Wisconsin gewählt. Dieses Amt bekleidete er nach zwei Wiederwahlen zwischen 1915 und 1921. Dabei war er Stellvertreter des Gouverneurs und Vorsitzender des Staatssenats. Im Jahr 1925 bewarb er sich erfolglos um einen Sitz im US-Senat; 1928 scheiterte seine Kandidatur für das Amt des Gouverneurs von Wisconsin. Er starb am 22. September 1938 in Baraboo, wo er auch beigesetzt wurde.